# Senningerberg
Senningerberg (Luxemburgs: Sennéngerbierg) is een plaats in de gemeente Niederanven en het kanton Luxemburg in Luxemburg.
Senningerberg telt 1536 inwoners (2001).